# 반양성자
반양성자(Antiproton, {\displaystyle {\overline {p}}})는 양성자의 반입자이다. 반양성자는 안정적이지만, 양성자와 충돌하면 에너지를 내면서 소멸하게 되므로, 보통 수명이 짧다.
+1의 전하를 갖는 양성자에 반대하는, -1의 전하를 갖는 반양성자의 존재는 1933년 폴 디락의 노벨상 수상강의

에서 예언되었다.
디랙은 1928년 발표한 디랙 방정식으로 노벨 물리학상을 수상하였다. 디랙 방정식에서 그는 아인슈타인의 에너지 방정식 ({\displaystyle E=mc}2)의 해(solution)의 존재를 예측하였고, 전자와 반대의 전하, 스핀을 갖는 반물질 (양전자)의 존재를 예측하였다.
반양성자는 1955년 에밀리오 지노 세그레와 오언 체임벌린에 의해서 실험적으로 확인되었다. 그들은 1955년 노벨물리학상을 수상하였다.
반양성자는 두개의 위 반쿼크와 한개의 아래 반쿼크로 구성되어 있다. 반양성자는 양성자와 반대 전하를 갖고, 자기 모멘트를 갖는 다는 것을 제외하고
양성자의 특성과 잘 맞는다.

## 자연계에서의 존재
반양성자는 지난 25년 동안 우주선에서 검출되어 왔다. 처음엔 대형 풍선을 이용한 실험에서 측정해왔고,
최근엔 인공위성을 이용한 실험을 통해서 측정되었다.
우주선에서 반양성자의 존재에 대한 기본 개념은 성간물질에서 우주선 양성자들이 질량 A를 갖는 입자와 충돌하여
다음과 같이 반응하게 되고,
p + A → p + {\displaystyle {\overline {p}}} + p + A
이때 생성된 반양성자({\displaystyle {\overline {p}}})는 은하계의 자기장에 영향을 받아 은하계 안으로 들어오게 된다.

## 같이 보기
- 양성자
- 반물질
- 반입자
- 반중성자
- 반전자
- 입자의 목록